# Maria I. Diedrich
Maria I. Diedrich (* 7. März 1950) ist eine deutsche Amerikanistin.

## Leben
Nach der Promotion zum Dr. phil. in Marburg 1976 wurde sie Professorin für Amerikanistik an der Universität Münster.

## Schriften (Auswahl)
- Kommunismus im afro-amerikanischen Roman. Das Verhältnis afroamerikanischer Schriftsteller zu Kommunistischen Partei der USA zwischen den Weltkriegen. Stuttgart 1979, ISBN 3-476-00426-0.
- Ausbruch aus der Knechtschaft. Das amerikanische slave narrative zwischen Unabhängigkeitserklärung und Bürgerkrieg. Stuttgart 1986, ISBN 3-515-04486-8.
- Aufschrei der Frauen – Diskurs der Männer. Der frühviktorianische Industrieroman. Stuttgart 1992, ISBN 3-515-05849-4.
- Love across color lines. Ottilie Assing and Frederick Douglass. Hill and Wang, New York 1999, ISBN 0-8090-1613-3.
- mit Jürgen Heinrichs (Hrsg.): From black to Schwarz. Cultural crossovers between African America and Germany. Berlin 2010, ISBN 978-3-643-10109-9.

| Personendaten    | Personendaten          |
| ---------------- | ---------------------- |
| NAME             | Diedrich, Maria I.     |
| ALTERNATIVNAMEN  | Diedrich, Maria        |
| KURZBESCHREIBUNG | deutsche Amerikanistin |
| GEBURTSDATUM     | 7. März 1950           |